# Deutschfeistritz
Deutschfeistritz osztrák mezőváros Stájerország Graz-környéki járásában. 2017 januárjában 4253 lakosa volt.

## Elhelyezkedése

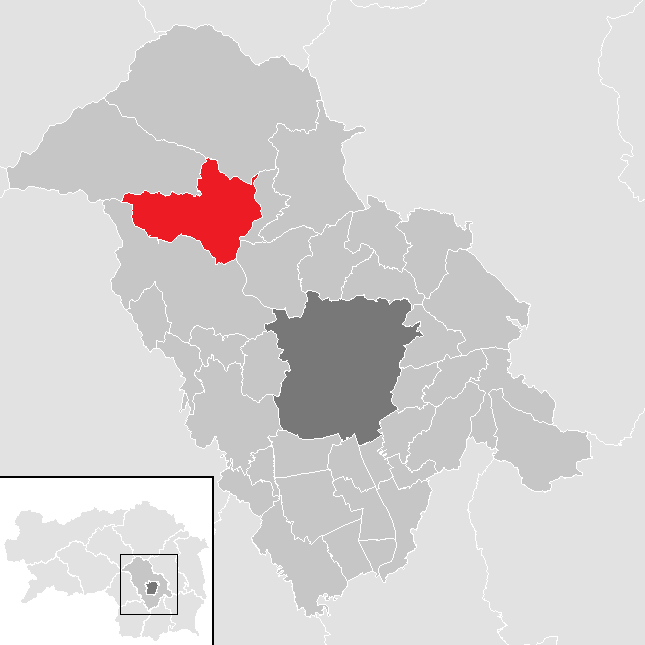
Deutschfeistritz a Graz-környéki járásban

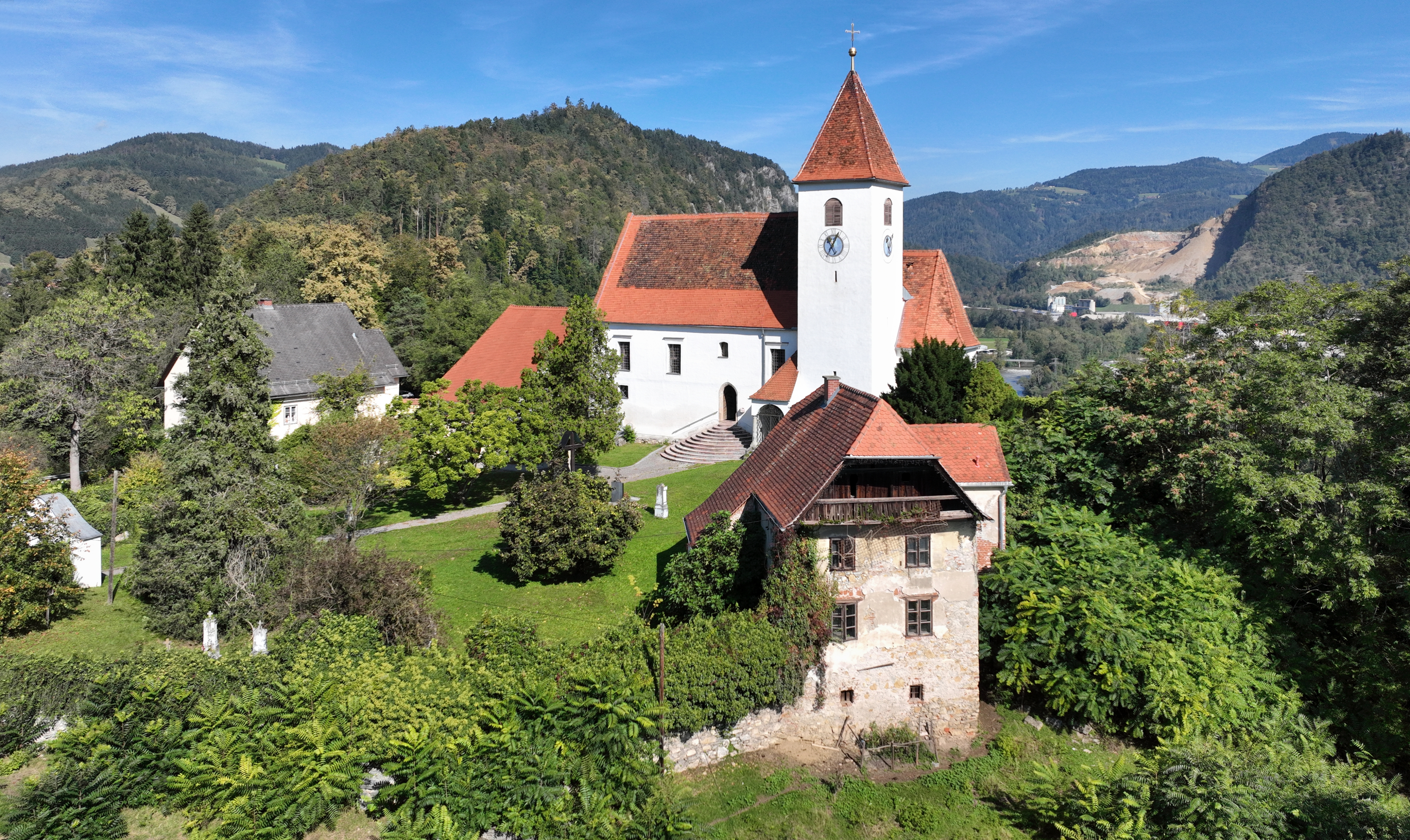
A plébániatemplom

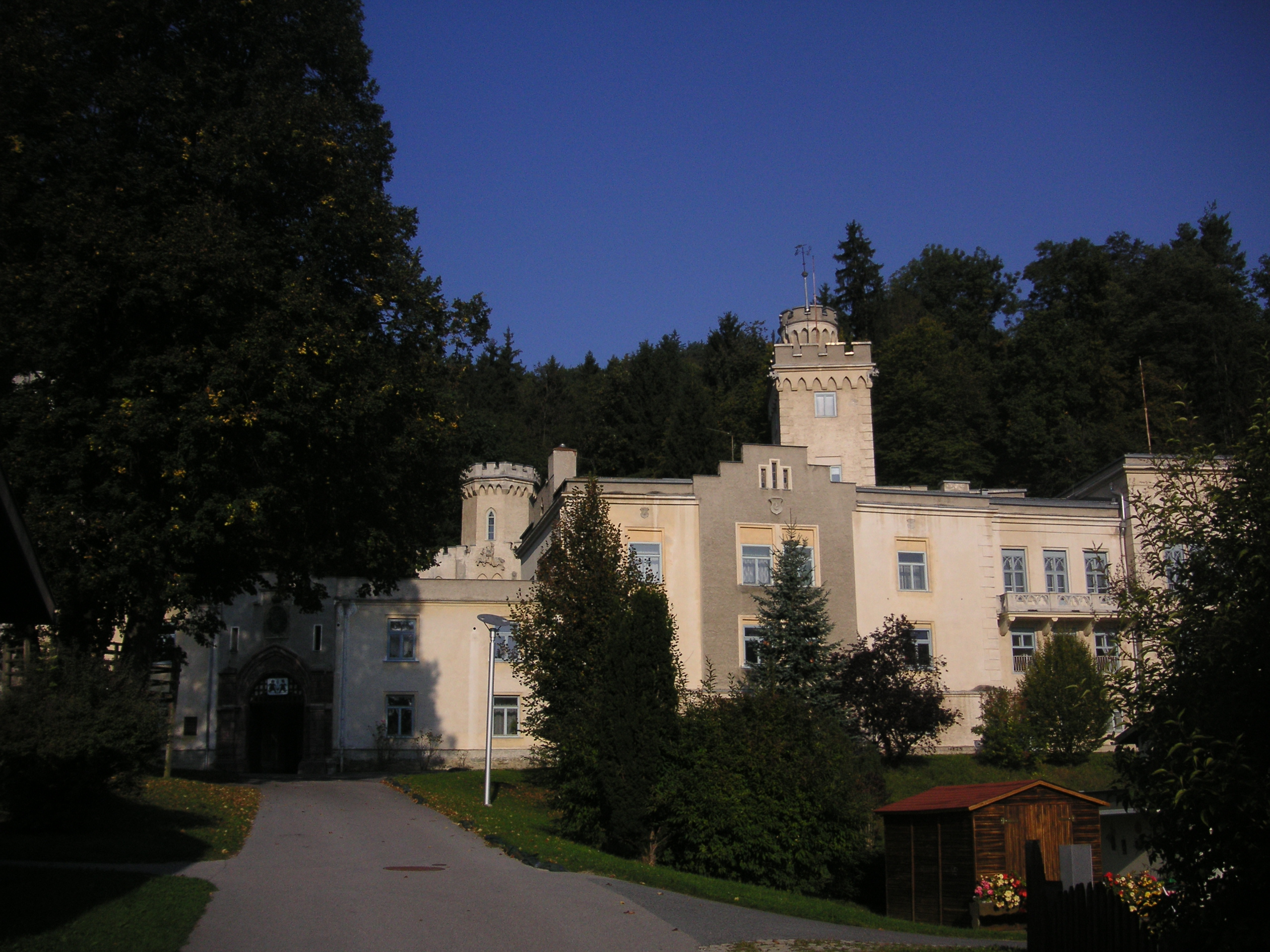
A Stübing-kastély

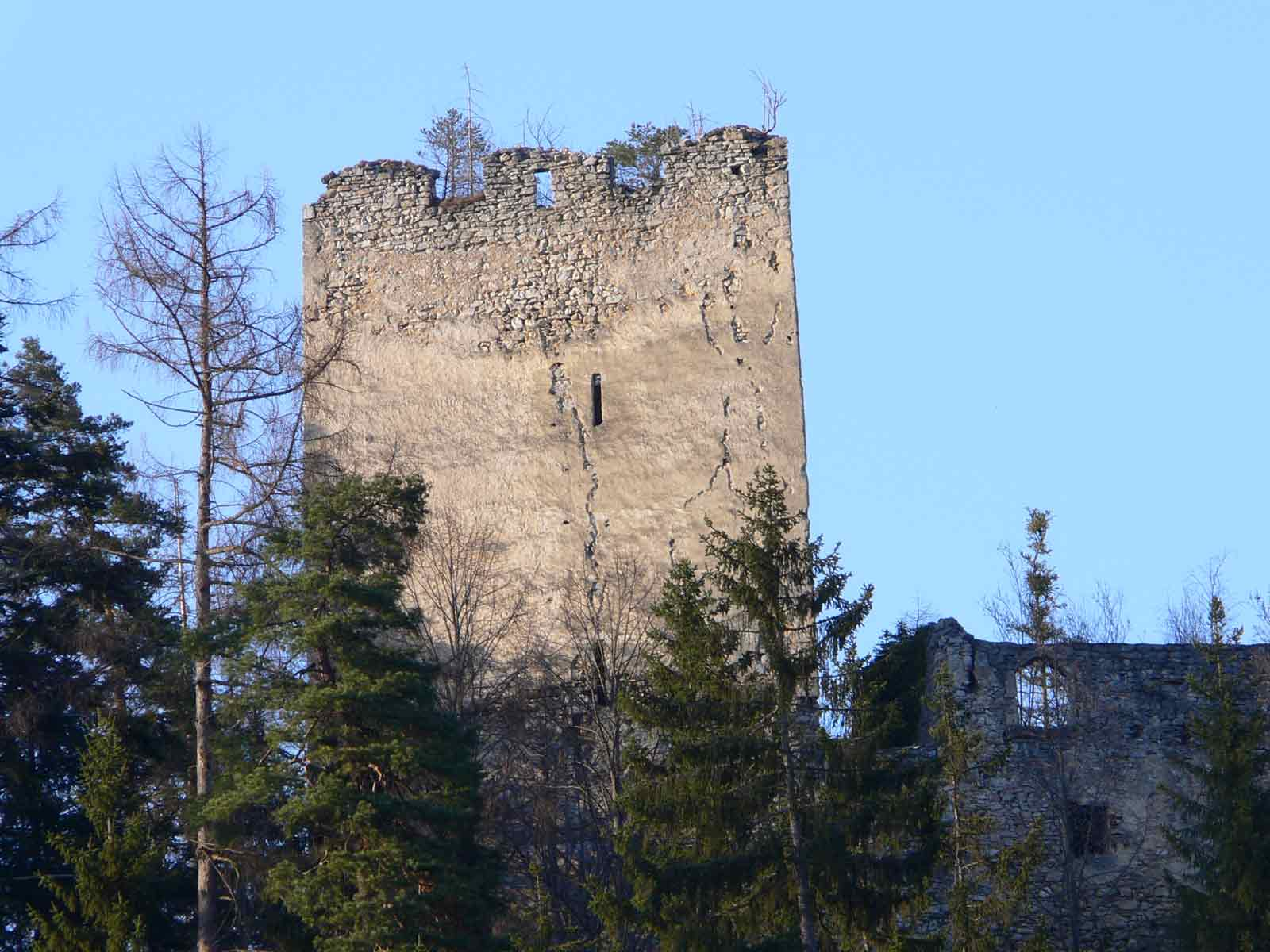
A waldsteini vár romjai

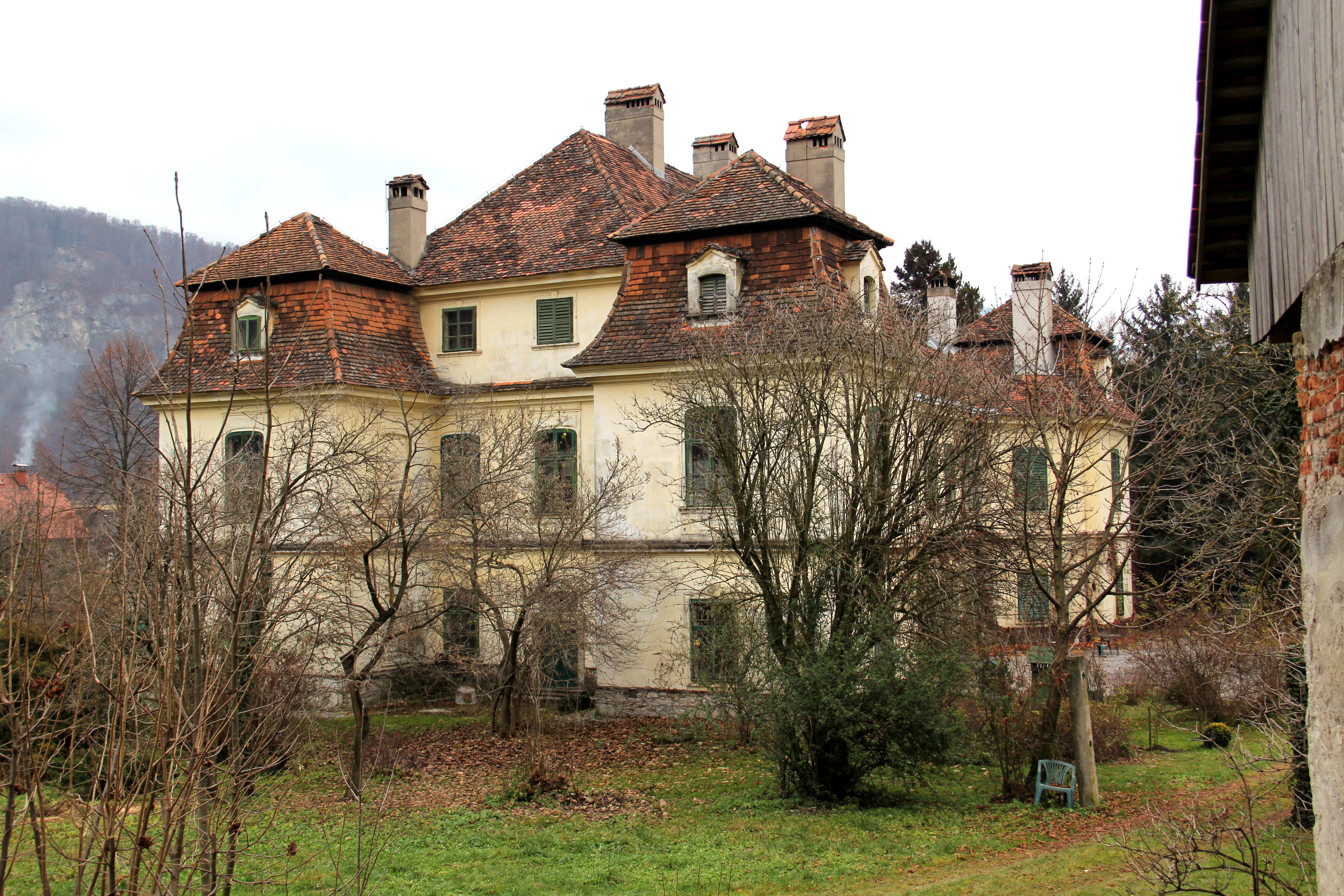
A Thinnfeld-kastély

Deutschfeistritz Nyugat-Stájerországban fekszik, kb. 15 km-re északra Graztól, a Mura jobb partján (a folyó alkotja keleti határát), az Übelbach mellékfolyó torkolatánál. Az önkormányzat 9 települést egyesít: Arzwaldgraben (37 lakos 2017-ben), Deutschfeistritz (2225), Großstübing (354), Himberg (51), Kleinstübing (759), Königgraben (168), Prenning (320), Stübinggraben (101), Waldstein (238).
A környező önkormányzatok: északra Frohnleiten, keletre Peggau, délkeletre Gratkorn, délre Gratwein-Straßengel, északnyugatra Übelbach.

## Története
Deutschfeistritz a középkorban és a kora újkorban bányásztelepülés volt, bányáiból elsősorban cinket és ólmot termeltek ki. Legtermelékenyebb éve 1765 volt, amikor 116 kg ezüstöt, kb. 22 tonna ólmot és 104 tonna ólomoxidot hoztak a felszínre. A tevékenységgel a 20. század elején hagytak fel. Nevét azért kapta, hogy megkülönböztessék az alsó-stájerországi Windisch-Feistritztől (ma Slovenska Bistrica Szlovéniában).
A 2015-ös stájerországi közigazgatási reform során a szomszédos Großstübing községet Deutschfeistritzhez csatolták.

## Lakosság
A deutschfeistritzi önkormányzat területén 2017 januárjában 4253 fő élt. 2015-ben a helybeliek 92,1%-a volt osztrák állampolgár; a külföldiek közül 1% a régi (2004 előtti), 2,5% az új EU-tagállamokból érkezett. 1,5% a volt Jugoszlávia (Szlovénia és Horvátország nélkül) vagy Törökország, 2,8% egyéb országok polgára. 2001-ben a lakosok 83,5%-a római katolikusnak, 4% evangélikusnak, 1,9% mohamedánnak, 8,8% pedig felekezet nélkülinek vallotta magát. Ugyanekkor egy magyar élt a mezővárosban. A legnagyobb nemzetiségi csoportot a német mellett a horvátok alkották 1,6%-kal.

## Látnivalók
- a Thinnfeld-kastélyt a gazdag vasiparos Ferdinand Joseph von Thinnfeld építtette 1764-ben
- a volt kaszagyárat 1849-ben alapították. Ma ipari műemlék és múzeum
- a gótikus Szt. Márton-plébániatemplom
- a kleinstübingi skanzen
- a kleinstübingi Stübing-kastély
- a waldsteini kastély
- a waldsteini vár romjai
- a Hungerturm várának romjai

## Híres deutschfeistritziek
- Victor Franz Hess (1883–1964) fizikus, Nobel-díjat kapott a kozmikus sugárzás felfedezéséért

## Fordítás
- Ez a szócikk részben vagy egészben  a   Deutschfeistritz című német Wikipédia-szócikk ezen változatának fordításán alapul.  Az eredeti cikk szerkesztőit annak laptörténete sorolja fel. Ez a jelzés csupán a megfogalmazás eredetét és a szerzői jogokat jelzi, nem szolgál a cikkben szereplő információk forrásmegjelöléseként.